# Cortodera pseudomophlus
Cortodera pseudomophlus är en skalbaggsart som beskrevs av Edmund Reitter 1889. Cortodera pseudomophlus ingår i släktet Cortodera och familjen långhorningar.
Artens utbredningsområde är Iran. Inga underarter finns listade i Catalogue of Life.